# Ács Péter
Ács Péter (Eger, 1981. május 10. –) magyar sakkozó, nemzetközi nagymester, sakkolimpiai ezüstérmes, U12 Európa-bajnok, U16 világbajnoki bronzérmes, U20 korosztályos világbajnok, felnőtt magyar bajnok.

## Pályafutása
1982-ben pedagógus szüleivel Paksra költözött, 1987-től a 2. sz. általános iskola, 1995–2000 között pedig a helyi Energetikai Szakközépiskola tanulója volt, ahol érettségizett.
Közben, 1992-ben Rimaszombatban megnyerte az U12 korosztályos Európa-bajnokságot. Az U14 Európa-bajnokságon 1995-ben Verdunben nyolcadik lett, egy évvel később az U16 korosztályos világbajnokságon Menorcában a 3. helyet szerezte meg. 2001-ben Athénban junior világbajnoki címet szerzett az U20 korosztályban. 2002-ben a magyar bajnokság döntőjében a 2. helyet szerezte meg. 2004-ben a világbajnok-jelöltségért folyó kieséses rendszerű versenyben a 2. fordulóig jutott, legyőzve Predrag Nikolicot, majd vereséget szenvedett Szergej Movsesiantól.
1997-ben kapta meg a nemzetközi mesteri címet, 1998-ban szerezte meg a nemzetközi nagymesteri fokozatot.
2004-et követően a sakkozást háttérbe szorítva nemzetközi kapcsolatok, illetve pénzügyi, gazdasági területen szerzett diplomát és ezen a vonalon dolgozott néhány évig az állami szférában, majd nemzetközi cégnél. Jelenleg a Morgan Stanley Magyarország Elemző Kft. alkalmazottja.  Angol, francia, német felsőfokú nyelvvizsgával rendelkezik.
2021-ben megnyerte a magyar bajnokságot.
2021 decemberében az Élő-pontértéke 2569. A magyar ranglistán az aktív játékosok között a 13. helyen állt. Legmagasabb pontértéke a 2003. januárban elért 2623 volt, amellyel akkor a világranglista 72. helyére került.

## Kiemelkedő versenyeredményei
- 2002-ben 1. helyezést ért el Hoogeveenben, olyanokkal szemben, mint Alexander Khalifman, Polgár Judit és Loek van Wely[8]
- 1. helyezés First Saturday verseny Budapest 1997
- 1. helyezés First Saturday verseny Budapest 1998
- 1. helyezés Budapest 1999
- 1. helyezés: Wattens 1999
- 2. helyezés Pardubice 2002[9]
- 1. helyezés Marx György emlékverseny Paks 2007[10]

## Csapateredményei
1995-ben a Gyermek Sakkolimpián 2. helyezést elért magyar válogatott tagjaként a mezőny 2. legjobb eredményét érte el.
Tagja volt a 2002-ben Bledben rendezett sakkolimpián ezüstérmet szerzett magyar válogatottnak, valamint a 2001-es sakkvilágbajnokságon 5. helyen végző csapatnak.
A MITROPA Kupán 1997-ben a 2., 1999-ben az 1., 2000-ben a 3. helyet szerezte meg a magyar válogatott tagjaként.

## Díjai, elismerései
- A Magyar Köztársasági Érdemrend lovagkeresztje (2003)[15]
- Az év sportcsapata 3. hely (2002)[16][17]